# 安德魯·海登-史密斯
安德魯·海登-史密斯（Andrew Hayden-Smith，1983年11月5日—）是英國的一位演員和電視節目主持人。他是一位已經出櫃的同性戀者，在2005年出櫃。